# Miniopterus inflatus
Miniopterus inflatus é uma espécie de morcego da família Miniopteridae. Happold considera o Miniopterus africanus como sinônimo de M. inflatus. A IUCN segue essa determinação enquanto novos estudos taxonômicos não esclareçam os limites específicos.
Pode ser encontrada nos seguintes países: Camarões, República Centro-Africana, República Democrática do Congo, Guiné Equatorial, Etiópia, Gabão, Guiné, Quénia, Libéria, Madagáscar, Moçambique, Namíbia, Ruanda, Tanzânia, Uganda e Zimbabwe. A distribuição da espécie na África Ocidental é incerta pela possibilidade de confusão como o M. schreibersii.
Os seus habitats naturais são: cavernas.